# Daniele Mastrogiacomo
Daniele Mastrogiacomo (* 30. September 1954 in Karatschi, Pakistan) ist ein italienisch-schweizerischer Journalist und Reporter der italienischen Tageszeitung La Repubblica, der am 5. März 2007 in Afghanistan entführt und am 19. März 2007 nach zwei Wochen wieder freigelassen wurde.

## Leben
Daniele Mastrogiacomo ist der Sohn einer Schweizerin und eines Italieners. Als Experte für Außenpolitik begann er 1980 seine Arbeit bei der italienischen Tageszeitung La Repubblica. Seit 1992 ist er dort als internationaler Reporter tätig. 
Er berichtete über Ereignisse wie die Mani pulite, dem Mord an Marta Russo und dem Prozess gegen Erich Priebke. Außerdem war er Korrespondent in Afghanistan, Iran, Palästina, Irak und Somalia. 2006 war er während des Libanonkrieges im Einsatz.

## Entführung
Am 5. März 2007 wurde Daniele Mastrogiacomo in der südafghanischen Provinz Helmand gemeinsam mit zwei Einheimischen, seinem Dolmetscher Adschmal Nakschbandi und seinem Fahrer Sjed Agha von den Taliban entführt. Die Geiselnehmer hatten mit seiner Ermordung gedroht, falls die italienische Regierung nicht innerhalb einer Woche einen Zeitplan für den Abzug der 2.000 italienischen Soldaten aus Afghanistan festlegen sollte. Am 15. März 2007 hatte Daniele Mastrogiacomo in einem Video an den damaligen Ministerpräsidenten Romano Prodi appelliert, sich für seine Freilassung einzusetzen. Sein Fahrer Sjed Agha wurde von den Entführern geköpft.
Nach zweiwöchiger Geiselhaft kam Daniele Mastrogiacomo am 19. März 2007 wieder frei. Im Gegenzug hatte Kabul fünf Taliban-Kämpfer aus dem Gefängnis entlassen. Lösegeld soll nicht gezahlt worden sein. Der Austausch war von vielen Seiten kritisiert worden. Kurz nach seiner Befreiung begab er sich in ein Krankenhaus nach Lashkar Gah, der Hauptstadt von Helmand. Am 8. April 2007 wurde bekannt, dass die Geiselnehmer auch den mit Daniele Mastrogiacomo verschleppten Dolmetscher Adschmal Nakschbandi enthauptet hatten.

## Publikationen
- I giorni della paura. E/O, Rom 2009, ISBN 978-88-7641-874-7.